# Angela Grauerholz
Angela Grauerholz, née à Hambourg (Allemagne) le 10 janvier 1952, est une photographe canadienne.

## Biographie
Après des études en design graphique a la Kunstschule Alsterdamm de Hambourg, et en littérature et en linguistique à l'Université de Hambourg, elle s'installe à Montréal en 1976 où elle termine une maîtrise en photographie de l'Université Concordia et où elle réside depuis. 
Avant d'être reconnue pour son travail de photographie, Angela Grauerholz travaille en tant que pigiste pour des magazines tels que Parachute ou Section A. Elle cofonde également Artexte avec l’historienne de l’art Francine Périnet et l'artiste Anne Ramsden. Elle dirigera également le bureau de design graphique, notamment reconnu pour ses créations en design éditorial, Grauerholz Design Inc dès 1988, bureau qu'elle fonde avec Anne Delson quatre ans plus tôt.  
Le travail photographique d'Angela Grauerholz se caractérise souvent par des photos volontairement floues d'intérieurs et d'objets, créant ainsi un climat étrange ou insolite. Depuis 1995, elle crée également des installations qui exploitent différents dispositifs (tels que l'exposition ou le mobilier) à travers lesquels l'artiste développe une réflexion sur les archives en tant que lieux de mémoire.
Exposé dans de multiples manifestations artistiques, son travail a été récompensé par le prix Paul-Émile-Borduas en 2006 et le prix du Gouverneur général en arts visuels et en arts médiatiques en 2014.
En plus de son travail photographique, mondialement reconnu, Angela Grauerholz :
« s’intéresse aux différents aspects de la communication et particulièrement à l’articulation image/texte en édition, ainsi qu’à certaines notions de l’interdisciplinarité entre l’art moderne et la typographie.»
Elle dispense également des cours à l'École de design de l'UQAM depuis 1988 et dirige le Centre de design de l'UQAM de 2008 à 2012.
Les principaux représentants de l'artiste sont Olga Korper Gallery à Toronto et Art 45 à Montréal.

## Prix
- 2015 : Scotiabank Photography Award[6]
- 2014 : Prix du Gouverneur général en arts visuels et en arts médiatiques, Ottawa[7]
- 2013 : Finaliste des Scotiabank Photography Award, Toronto[6]
- 2006 : Prix Paul-Émile-Borduas, Québec

## Expositions
- 2019 : The Empty S(h)elf, Artexte, Montréal
- 2019 : Chennai Photo Biennale, Chennai
- 2016 : Scotiabank Photography Award, Ryerson Image Centre, Toronto
- 2014 : Olga Korper Gallery, Toronto
- 2012 : Art 45, Montréal
- 2011 : Olga Korper Gallery, Toronto
- 2011 : Angela Grauerholz: the inexhaustible image...épuiser l'image, University of Toronto Art Center (UTAC), Toronto
- 2010 : Angela Grauerholz: the inexhaustible image...épuiser l'image, Musée des beaux-arts du Canada/Canadian Museum of Contemporary Photography (CMCP), Ottawa
- 2010 : McMaster Museum of Art, McMaster University, Hamilton
- 2009 : www.atworkandplay.ca, VOX, centre de l'image contemporaine, Montréal
- 2008 : Reading Room for the Working Artist, Vancouver Public Library, Vancouver, partie de l'exposition Memory Palace (3 artists in the library) qui a eu lieu entre 2008 et 2009
- 2008 : Ladder of Ascent and Descent, rattachée à Aperture Banners, Vancouver Public Library, Vancouver
- 2008 : Art 45, Montréal
- 2008 : Olga Korper Gallery, Toronto
- 2006 : Reading Room for the Working Artist, VOX, centre de l'image contemporaine, Montréal
- 2004 : Reading Room for the Working Artist, Olga Korper Gallery, Toronto
- 2003 : Reading Room for the Working Artist + Privation, Blaffer Galley, The Art Museum of the University of Houston, Houston
- 2002 : Privation, Contemporary Art Gallery, Vancouver
- 2001 : Privation, Olga Korper Gallery, Toronto
- 1999 : Sentencia I - LXII, Albright-Knox Art Gallery, Buffalo Dorsky Gallery Curatorial Programs, New York
- 1999 : Sentencia I - LXII, The Power Plant Art Gallery, Toronto
- 1999 : Sentencia I - LXII, Galerie Reckermann, Cologne
- 1999 : Olga Korper Gallery, Toronto
- 1995 : Angela Grauerholz, commissaire Paulette Gagnon, Musée d'art contemporain de Montréal
- 1992 : documenta 9, Cassel

## Collections
- Stedelijk Museum, Amsterdam
- DG Bank, Frankfurt
- Collection Bunderstag, Berlin
- Musée des Beaux-Arts de Dole, Dole
- Musée de Tourcoing, Tourcoing
- FNAC (Fonds national d'art contemporain), France
- FRAC (Fonds régional d'art contemporain), France
- Carnegie Museum of Art, Pittsburgh
- Modern Art Museum of Fort Worth, Fort Worth
- The Museum of Fine Arts, Houston
- Albright-Knox Art Gallery, Buffalo, New York
- Musée d'art contemporain de Montréal, Montréal
- Musée des Beaux-Arts de Montréal, Montréal
- Musée national des beaux-arts du Québec, Québec[8]
- Rare Books Library, McGill University, Montréal
- Musée des beaux-arts du Canada, Ottawa
- Department of External Affairs, Ottawa
- Art Gallery of Ontario, Toronto
- Art Gallery of Windsor, Windsor
- McMaster Museum of Art (McMaster University), Hamilton
- Oakville Galleries, Oakville
- Mendel Art Gallery, Saskatoon
- Norman Mackenzie Art Gallery, Regina
- Vancouver Art Gallery, Vancouver